# Атеней (парижское научное общество)
Атене́й — научно-учебная организации в Париже в XIX веке. Первоначально назывался Музе́й (фр. Musée), затем — Лице́й (Lycée), затем Республика́нский атене́й (Athenée republicain), затем Пари́жский атене́й (Athenée de Paris), затем — Короле́вский атене́й (Athenée royal).
Основатель Атенея — физик, химик и воздухоплаватель Пилатр де Розье (Pilâtre de Rozier).
Основным видом деятельности Атенея была организация лекций, которые пользовались громкой известностью.

## Лекторы Атенея
- А. Ф. Фуркруа
- Ж. А. К. Шапталь
- Г. Монж
- Ж. Кювье
- Ж. Ф. де Лагарп
- Ж. Ф. Мармонтель
- Д. Ж. Гара